# Antoni Marcinkiewicz
Antoni Marcinkiewicz (ur. 20 maja 1943 w Ząbkowicach) – polski działacz partyjny i samorządowiec, w latach 1978–1982 i 1998–2002 prezydent Będzina.

## Życiorys
Absolwent Wydziału Ceramicznego Akademii Górniczo-Hutniczej w Krakowie (1968). Pracował w Hucie Szkła Okiennego w Dąbrowie Górniczej, a od 1972 był etatowym pracownikiem komitetu powiatowego i miejskiego PZPR. W latach 1978–1982 pełnił funkcję prezydenta Będzina. Później kierował przedsiębiorstwem budowlanym, a po 1991 spółkami prawa handlowego.
W 1998 rada miejska powołała go na urząd prezydenta. W bezpośrednich wyborach w 2002 bez powodzenia ubiegał się o reelekcję z ramienia SLD, uzyskał natomiast mandat radnego.
Odznaczony Krzyżem Kawalerskim Orderu Odrodzenia Polski.